# 온 더 밀키 로드
온 더 밀키 로드(On the Milky Road)는 영국에서 제작된 에미르 쿠스투리차 감독의 2016년 드라마, 코미디, 판타지 영화이다. 모니카 벨루치 등이 주연으로 출연하였고 루카스 애코스킨 등이 제작에 참여하였다.

## 출연

### 주연
- 모니카 벨루치
- 에미르 쿠스투리차
- 세르게이 트리푸노빅

### 조연
- 미키 마뇰로비치
- 슬로보다 미카로빅

## 제작진
- 미술: 골란 조크시모빅
- 의상: 네보사 리파노빅